# BONITA (プロレスラー)
BONITA（ボニータ）は、国分町プロレス所属の日本の女子プロレスラー。本名非公開。宮城県仙台市国分町出身。

## 経歴

### 2018年
- 7月1日、国分町プロレス宮城野文化センター大会  エル・ササカマ＆スプーキーブーギー＆高橋龍之介戦でデビュー[1]。パートナーはマグナム石巻＆ヤギひろし。
- 9月16日、第30回日本一の芋煮会フェスティバル（山形県山形市馬見ヶ崎川河川敷双月橋付近）第2試合時間差ロイヤルランブル戦に参戦[2]。
- 11月25日、プロレスリングDEWA“番外編”『菊地大世 卒業制作プロジェクト』（東北芸術工科大学/体育館）ボーナストラック全員参加時間差ロイヤルランブル戦に参戦[3]。

### 2019年
- 12月19日、国分町プロレスPresents「霞目駐屯地 年忘れプロレス」（陸上自衛隊 霞目駐屯地）第2試合シングルマッチ「電流爆破風バットデスマッチ」太仁田ブ厚と対戦[4]。

## 得意技
- スコーピオライジング
- ドレイン♥キス
- 生尻の刑